# Кутб ад-Дін Мухаммад-хан
Кутб ад-Дін Мухаммад-хан (д/н — 1257/1258) — 2-й султан Кермана з династії Кутлугханідів у 1235 і 1252—1257 роках.

## Життєпис
Походив з династії Каракитаїв. Син Хан Темур Таянгу (після прийняття ісламу відомий як Хамідпур), еміра Бухари. Ймовірно після загибелі батька у 1220 року під вторгнення монголів опинився під опікою стрийка Барак Хаджиба.
1235 року за заповітом Барак Хаджиба, що 1229 року став султаном Кермана, успадкував владу та одружився на його доньці Хан-Туркан. Втім того ж року з монгольським військом прибув його стриєчний брат Мубарак з ярликом від монгольського кагана Уґедея щодо права на трон Керману.
Через Хорасан і Мавераннахр повалений султан втік до Каракоруму. Тут призначений під командування Махмуда Ялавача діяти в захоплених китайських землях. 1246 року звернувся до нового кагана Ґуюка щодо повернення трону Кермана, але не отримав схвалення.
1251 року ситуація змінилася, коли на трон Монгольської імперії зійшов Мунке, що вступив у протистояння з Уґедеїдами. Оскільки Мубарак був ставлеником останніх, то новий каган підтримав Кутб ад-Діна Мухаммад-хана у прагнення відновити владу в Кермані.
1252 року отримав ярлик на панування, вирушивши з військом проти суперника. Той втік до Єзду, але невдовзі схоплений і страчений за наказом Кутб ад-Діна. Невдовзі Мухаммад-хану довелося придушити повстання на чолі із Псевдо-Джелал-ад-Діном, що видавав себе за хорезмшаха. Невдовзі визнав зверхність хана Хулагу.
Помер 1257 або 1258 року. Йому спадкував син Музаффар ад-Дін Хаджадж.

## Родина
- Музаффар ад-Дін Хаджадж (1247—1291), султан Кермана
- Джалал ад-Дін Суюргатмиш (1256—1294), султан Кермана
- Падишах Хатун (1256—1295), дружина ільханів: 1) Абаки; 2) Гайхату
- Бібі Туркан, дружина: 1) Азад ад-Діна Еміра Хаджі Лашкарі; 2) Шамс ад-Діна
- Орду Кутлуг, дружина ільхана Байду.
- Юл Кутлуг, дружина Малікшаха ібн Сама